# Rylo Rodriguez
Rylo Rodriguez (* 30. September 1993 in Mobile, Alabama als Ryan Preston Adams) ist ein US-amerikanischer Rapper. Erste Erfolge hatte er 2020 mit seinem Debütalbum Goat in Human Form.

## Biografie
Rylo Rodriguez wurde als Ryan Adams im Bundesstaat Alabama geboren und wuchs in einer mittelgroßen Stadt in einer Wohnhaussiedlung auf. Aufmerksamkeit erregte er als Rapper Ende der 2010er Jahre durch seine ungewöhnliche Samplewahl. Beim Track Project Baby von 2019 bediente er sich zum Beispiel bei Always Be My Baby von Mariah Carey. Der Song wurde innerhalb eines Jahres 10 Millionen Mal abgerufen. Lil Baby wurde auf ihn aufmerksam und nahm ihn bei seinem Label Four Pockets Full unter Vertrag. Außerdem unterstützte er ihn durch Zusammenarbeit bei Songs wie Forget That und beim DebütalbumG.I.H.F. (Goat in Human Form). Mit Yo Gotti und Jackboy waren andere bekannte Namen beteiligt. Auf Anhieb kam Rodriguez damit in die Top 40 der offiziellen Albumcharts.
Es folgten weitere Singlekollaborationen wie 5500 Degrees mit EST Gee und anderen sowie Cost to Be Alive mit Lil Baby, die es in den folgenden beiden Jahren ebenfalls in die Charts schafften. Bei seinem dritten Singlehit Thang for You war NoCap beteiligt, mit dem er schon in seiner Alabama-Zeit ein gemeinsames Mixtape veröffentlicht hatte. Die Single gehörte im Sommer 2023 bereits zu seinem zweiten Album Been One, mit dem er Platz 10 in den Billboard 200 erreichte. Neben den vorherigen Kollaborationen enthielt es auch Gastbeiträge von Lil Durk und Lil Yachty.
2025 folgte mit By Myself eine weitere Aufnahme mit Lil Baby. Mit Platz 44 erreichte er seine bis dahin höchste Position in den Singlecharts.

## Diskografie

### Alben
| Jahr | Titel                         | Höchstplatzierung, Gesamtwochen, AuszeichnungChartplatzierungen (Jahr, Titel, Platzierungen, Wochen, Auszeichnungen, Anmerkungen) | Höchstplatzierung, Gesamtwochen, AuszeichnungChartplatzierungen (Jahr, Titel, Platzierungen, Wochen, Auszeichnungen, Anmerkungen) | Anmerkungen |
| Jahr | Titel                         | US | R&B | Anmerkungen |
| ---- | ----------------------------- | --- | --- | ----------- |
| 2020 | G.I.H.F. (Goat in Human Form) | US37 (3 Wo.)US | R&B14 (2 Wo.)R&B |             |
| 2023 | Been One                      | US10 (19 Wo.)US | R&B4 (16 Wo.)R&B |             |

Mixtapes
- Rogerville (mit NoCap, 2019)
- Gift from the Ghetto (2019)
- Before the Album (2019)
- Sorry Four the Delay (2023)

### Lieder
| Jahr | Titel Album                                                       | Höchstplatzierung, Gesamtwochen, AuszeichnungChartplatzierungen (Jahr, Titel, Album, Platzierungen, Wochen, Auszeichnungen, Anmerkungen) | Höchstplatzierung, Gesamtwochen, AuszeichnungChartplatzierungen (Jahr, Titel, Album, Platzierungen, Wochen, Auszeichnungen, Anmerkungen) | Anmerkungen |
| Jahr | Titel Album                                                       | US | R&B | Anmerkungen |
| ---- | ----------------------------------------------------------------- | --- | --- | ----------- |
| 2021 | 5500 Degrees EST Gee featuring Lil Baby, 42 Dugg & Rylo Rodriguez | US92 Platin · (2 Wo.)US | R&B34 (2 Wo.)R&B |             |
| 2022 | Cost to Be Alive Lil Baby & Rylo Rodriguez                        | US57 (1 Wo.)US | R&B25 (2 Wo.)R&B |             |
| 2023 | Thang for You Rylo Rodriguez featuring NoCap                      | US91 (2 Wo.)US | R&B25 (12 Wo.)R&B |             |
| 2023 | Equal Dirt –                                                      | US100 (1 Wo.)US | R&B28 (5 Wo.)R&B |             |
| 2023 | Taylor Port Junkie Rylo Rodriguez featuring Lil Yachty            | — | R&B38 (2 Wo.)R&B |             |
| 2024 | Fucked a Fan Veeze & Rylo Rodriguez                               | — | R&B45 (1 Wo.)R&B |             |
| 2025 | By Myself Lil Baby & Rylo Rodriguez featuring Rod Wave            | US44 (2 Wo.)US | R&B10 (4 Wo.)R&B |             |

Weitere Lieder
- Project Baby (2019)
- Forget That (mit Lil Baby, 2020, US: Gold)
- For Me (featuring Yo Gotti, 2020)
- Set Me Free (2022)

Gastbeiträge
- No Friends / Lil Baby featuring Rylo Rodriguez (2018, US: Gold)
- No Chill / Moneybagg Yo featuring Lil Baby & Rylo Rodriguez (2020, US: Gold)
- Jersey Numbers / Rod Wave featuring Rylo Rodriguez (2024)